# Grevillea longifolia
Grevillea longifolia är en tvåhjärtbladig växtart som beskrevs av Robert Brown. Grevillea longifolia ingår i släktet Grevillea och familjen Proteaceae. Inga underarter finns listade i Catalogue of Life.